# Svinmyr
Svinmyr este o arie protejată (arie specială de conservare — SAC, sit de importanță comunitară — SCI) din Suedia întinsă pe o suprafață de 16,9 ha, integral pe uscat.

## Localizare
Centrul sitului Svinmyr este situat la coordonatele 57°23′24″N 18°41′57″E / 57.39°N 18.6992°E.

## Înființare
Situl Svinmyr a fost declarat sit de importanță comunitară în ianuarie 2002 pentru a proteja un număr necunoscut de specii din flora spontană și fauna sălbatică aflate în arealul zonei. Situl a fost protejat și ca arie specială de conservare în martie 2011.

## Biodiversitate
Situată în ecoregiunea boreală, aria protejată conține 5 habitate naturale: Mlaștini alcaline, Alvar nordic și șisturi calcaroase precambriene, Taiga vestică, Ape puternic oligomezotrofe cu vegetație bentonică cu Chara spp., Mlaștini calcaroase cu Cladium mariscus și specii de Caricion davallianae.
La baza desemnării sitului se află un număr nedeclarat de specii protejate.